# Tomb Raider: Underworld
Tomb Raider: Underworld er den ottende hovedtitel i Eidos Interactives Tomb Raider-serie. Det er primært udviklet af amerikanske Crystal Dynamics, og fortsætter historien fra Tomb Raider: Legend hvor protagonisten Lara Croft fandt og samlede de brudte fragmenter af Excalibur, for at klargøre sin mors skæbne. Tomb Raider: Underworld blev udgivet 18. november 2008 i Nordamerika og 21. november 2008 i Europa. Spillet findes til PC, Xbox 360, PlayStation 2, PlayStation 3, Nintendo Wii, Nintendo DS og mobiltelefon.
Keeley Hawes har lagt stemme til Lara, ligesom hun gjorde i de to foregående udgivelser, og for første gang i seriens udviklingshistorie har producenten benyttet motion capture, til at animere hovedpersonen mere realistisk og naturligt. Det er den olympiske gymnast Heidi Moneymaker, der blev anvendt til disse optagelser. I sommeren 2008 hyrede Eidos Interactive den engelske elitegymnast Alison Carroll til at promovere serien via blandt andet messer, fotos og interviews. Seriens skaber, Toby Gard, deltog i designet, og Colin O'Malley tog over som primær komponist for Troels Folmann.

## Gameplay
Tomb Raider: Underworld spænder ligesom sine forgængere over tre primære genre: platform, action og adventure. Platformdelen er baseret på akrobatiske og gymnastiske udfordringer, hvor spilleren skal manøvre sig gennem en serie af forhindringer med hop, klatring, balancering, mm. Actiondelen er klassisk tredjepersonsskydespil, hvor spilleren sættes op mod blandt andet edderkopper, tigere, flagermus, hajer og Kraken. Adventuredelen er løsning af gåder, og i Tomb Raider: Underworld især også udforskning.
Lara er udstyret med ca. 1.700 bevægelser, og kan basale ting som at gå, løbe, klatre, kravle, hoppe, svømme og dykke. Blandt nye funktioner er bjergklatring, hvor spilleren med piletasterne styrer Lara rundt på bjergsider. Hun kan også bære objekter og placere dem på steder, hvor de hjælper til at løse et problem. F.eks. kan en stang løftes, monteres på en bjælke og dermed bruges til at svinge op til en afsats, der ellers var uden for rækkevidde. Crystal Dynamics har også implementeret såkaldte "adrenalin-øjeblikke," hvor spilleren skal styre Lara gennem en udfordring i slow motion. Med det nye "Dual-Target System" kan Lara sigte på flere fjender samtidig, eller alternativt hænge fra en afsats i én arm, og skyde efter en fjende med den anden.

## Historie
Laras palæ, Croft Manor, eksploderer, og hun finder vej gennem de brændende vægge og gulve til hovedindgangen, hvor Zip og Winston forsøger at komme ud. Da Zip ser Lara vender han sig mod hende, trækker en pistol og skyder adskillige skud efter hende.
To uger tidligere dykker Lara ved at koralrev i Middelhavet, i søgen efter beviser på den nordiske gud Thor.
For at finde vej til Helheim rejser Lara videre til den Thailandske kyst, for at finde Thors Hammer, Mjølner, der kræves for at komme til Helheim. Ved ankomst til kysten, forklarer hun Zip og Alister at alle mytologier essentielt handler om det samme, men blot har forskellige navne, og sådan forbindes "vikinger med thailænderne, osv."
Jacqueline Natla (Tomb Raider) og Amanda Evert (Tomb Raider: Legend) vender tilbage.

## Lokationer
Spillets første bane foregår i det eksploderede Croft Manor (Laras palæ), og er indlæringsbanen hvor de mest fundamentale dele af gameplayet gennemgås og historien grundlægges. Anden bane foregår på bunden af Middelhavet, hvor Lara blandt andet konfronterer hajer og kraken. Tredje bane finder sted ved Thailands kyst, og foruden den vides at Mexico også er med. Den mayanske underverden Xibalba har der floreret spekulationer om, men videoer udgivet den 23. oktober bekræftet lokaliteten. En af gameplayvideorne viser Lara køre fra Mexico og ind i Xibalba på motorcykel. Yderligere baner er per 23. oktober 2008 ikke bekræftet.
- Croft Manor, England – Lara finder sit hus i flammer, og må finde vej gennem en forhindringsbane af ødelagte husmure, møbler, gulve, mv.
- Middelhavet – Et par uger tidligere, dykker Lara til bunden af Middelhavet.
- Thailand – Lara indleder sin jagt på Thors Hammer ved den Thailandske kyst, på et sted hun formoder hendes far også har ledt. Der er ikke umiddelbart udsyn til ruinerne, men hun finder dem ved at søge dybere ind i landet.
- Mexico – Lara fortsætter sin rejse i den mexicanske jungle.
- Xibalba – Lara ankommer i den mayanske underverden Xibalba på motorcykel.

Desuden har der været spekulation om Valhalla og Avalon.

## Produktion
I november 2007 ansøgte Eidos Interactive om trademarket "Tomb Raider Underworld." SCi, der ejer Eidos, annoncerede spillet den 10. januar 2008 og bekræftede, at alle versioner vil blive udgivet samtidig.
Eric Lindstrom valgte at storyboarde hele spillets indhold, herunder også scener der ikke er begrænset til cutscenes, for at danne et overblik over elementernes bedst mulige sammensætning.
| Citat          | Fordi et spil er større end summen af dets dele, er det vigtigt at skabe den bedst mulige sammensætning og rækkefølge blandt dele. Mange af elementer vil blive en del af opskriften på Tomb Raider: Underworld -- spændende udviklinger i historien, ny mekanik i selve spillet, uovertruffede opdagelser, episke afsløringer farlige nye fjender, utrolige og varierede områder, og meget mere. Vi manglende måde at organisere alt dette til en oplevelse med passende tempo. | Citat |
| Eric Lindstrom | |       |

Storyboardet blev udformet i samarbejde med kunstneren David Reyes, og alle billederne blev placeret på en væg, udviklerne kaldte "Game Wall." En animeret udgave af storyboardet vil være et muligt ekstramateriale, hvortil der kan opnås adgang ved at gennemføre spillet på en specifik måde. Lindstrom har i en blog udtalt, at det er både spændende og frustrerende at se screenshots fra spillet i diverse spilmagasiner. Hans frustration består i, at spillet som regel allerede er betydeligt forbedret, når magasinerne udgives og fremviser forældede screenshots. Således, er sammenlignet billeder fra Mexico-banen, fra hhv. november 2007 og juni 2008, hvor både lyssætning og detaljerigdom er betydeligt forskellige. Spillets kode blev sendt til godkendelse hos spillekonsolproducenterne omkring den 17. oktober, tilsvarende godt en måned før udgivelse.

### Musik
Musikken er komponeret af Troels Folmann og Colin O'Malley. Colin fungerede som primært komponist, mens Troels supplerede med temaer, herunder hovedteamet, og samtidig var supervisor. De to har aldrig mødtes ansigt til ansigt, men har arbejdet sammen på tidligere projekter. Det var hensigten at musikken skulle være mørk, og Colin lagde ud med at skrive det mest positive og over det følgende år gradvist gøre stemningen mørkere i kompositionerne. Troels mener samarbejde på kompositioner vil blive mere almindelig, og har fremhævet at han og Colin har hver deres styrker: Colin er bedst med det lyriske og følelsesmæssige, mens Troels er bedst med det episke og mørke.
Soundtracket er lavet med samples, og er derfor ikke optaget med et rigtigt orkester. Folmann brugte omkring en måned på at komponere hovedtemaet, mod de sædvanlige 1-2 dage, og har aldrig brugt så lang tid på at lave et tema før. Temaet består i begyndelsen og slutningen af de velkendte noder fra det første spil, og introducerer nye elementer i hovedparten af stykket. Soundtracket består mere af musikalske fragtmenter, ligesom de første fem spil i serien, end af konstant baggrundsmusik, som i Tomb Raider: Legend. Folmann har forklaret, at de I højere grad vil bruge stilhed som opbyggende element, og at de har lært meget under komponeringen til både Tomb Raider: Legend og Tomb Raider Anniversary. Ydermere, lægges der musikalsk vægt på, at Tomb Raider: Underworld bliver det spil i serien, der i højest grad er domineret af følelsen af at rejse. Desuden føler komponisten og supervisoren tæt udviklingen af spillet, for bedst muligt at kunne komplimentere gameplayet. Dette sker ved en gennemgang af spillet, relativt ofte, hvor væsentlige elementer og detaljer diskuteres.

### Demo og trailere
Demoen udkom den 28. oktober 2008 til Xbox 360 og 31. oktober 2008 til PC. Den indeholdte den første del af Thailandbanen, og demonstrerer en række af de nye funktioner, herunder bjergklatring, balancegang, håndtering af såkaldte "poles" og spring fra væg til væg. I actionsekvenserne kan spilleren også afprøve det nye "dual target"-system, hvor spilleren f.eks. kan holde sig fast i afsats med én arm og skyde med den anden. Demoen indeholder ikke hele Thailandbanen, og slutter i stedet under løsning af Shivagåden.
Foruden en serie af gameplaytrailere (populært kaldt "vignettes") og tv-reklamer, har Eidos Interactive og Crystal Dynamics udgivet to trailere. Den første viste en tilbagespolende slow motion film af Croft Manor der eksploderer. Kort før traileren når til ende, sættes den tilbage i normal hastighed, og Lara ses detonere bomben der eksploderer palæet. Anden trailer viser sekvenser fra fra selve spillet, tillagt nummeret "Gorecki" fra Lamb.

## Modtagelse
Tomb Raider: Underworld fik en moderat modtagelse med karakterer i området af 7-8 ud af 10. Majoriteten af anmelderne er enige om at spillet er visuelt imponerende og banedesignet er et af de mest veludførte elementer. De er også enige om at kameraet, actiondelen, den kunstige intelligens og en række irritationsmomenter trækker karakteren ned.
Jeff Haynes fra IGN giver 7,5 ud af 10, og forklarer at designet markant overstiger teknologien i kvalitet, og understreger at det netop er teknologien der skaber problemerne for spillet. Han mener lydsiden er den bedste oplevelse (8,5 ud af 10) med godt stemmeskuespil og godt soundtrack. Den værste specifikke karakter gives til holdbarheden (7 ud af 10), primært fordi spilleren igen vil skulle overkomme de tekniske problemer. Nick Suttner fra 1UP.com giver B på den amerikanske karakterskala (går op til A+). Han fremhæver primært de samme problemer og positive sider som andre anmeldere, men påpeger også at spillet ikke lever op til sin forgænger, Tomb Raider: Legend, og ydermere at afslutningen kunne være bedre.
Thomas Frederiksen fra Playstadium.dk giver 7 ud af 10. Han synes spillets største problem er introduktionen på den første times tid, men at der derefter i stigende grad kommer positive spiloplevelser.